# Kazimierz Bogucki (1900–1940)
Kazimierz Ludwik Bogucki (ur. 14 sierpnia 1900 w Kalembinie, zm. wiosną 1940 w Katyniu) – kapitan żandarmerii Wojska Polskiego, ofiara zbrodni katyńskiej.

## Życiorys
Syn Piotra i Anny ze Spytkowskich. Od listopada 1918 w Wojsku Polskim. Jako ochotnik wstąpił do 2 pułku szwoleżerów. W latach 1919–1921 pełnił służbę jako podoficer w artylerii. Po zakończeniu działań wojennych pozostał w wojsku. W 1927 ukończył w stopniu podporucznika ze starszeństwem z dniem 15 lipca 1927 kurs oficerski administracji. Przydzielony do 7 batalionu administracyjnego. 1 kwietnia 1931 przeniesiony do 7 dywizjonu żandarmerii, objął stanowisko adiutanta dywizjonu. W styczniu 1932 ukończył kurs aplikacyjny dla oficerów młodszych żandarmerii w Centrum Wyszkolenia Żandarmerii w Grudziądzu, przydzielony do 7 dywizjonu. W 1932 był porucznikiem ze starszeństwem z dniem 15 lipca 1929 i drugą lokatą w korpusie oficerów żandarmerii. Od marca 1932 do marca 1933 oficer mobilizacyjny 7 dywizjonu żandarmerii. Przeniesiony na stanowisko dowódcy plutonu żandarmerii „Poznań”. Od listopada 1933 ponownie adiutant dowódcy 7 dywizjonu. W marcu 1936 awansował na kapitana. W 1937 przeniesiony do 10 dywizjonu żandarmerii. 
W marcu 1939 objął dowództwo plutonu żandarmerii w Jarosławiu, którym dowodził w czasie kampanii wrześniowej 1939. Walczył w Armii „Karpaty”. Po agresji ZSRR na Polskę w nieznanych okolicznościach dostał się do niewoli sowieckiej. Osadzono go w obozie jenieckim w Kozielsku. Wiosną 1940 został zamordowany przez funkcjonariuszy NKWD w lesie katyńskim i tam pogrzebany w bezimiennej mogile zbiorowej, gdzie od 28 lipca 2000 mieści się oficjalnie Polski Cmentarz Wojenny w Katyniu. Figuruje na liście wywózkowej z 1 kwietnia 1940.

### Życie prywatne
Był żonaty, miał syna Zdzisława.

## Ordery i odznaczenia
- Srebrny Krzyż Zasługi (19 marca 1931)[5][8]

## Upamiętnienie
5 października 2007 minister obrony narodowej Aleksander Szczygło mianował go pośmiertnie na stopień majora. Awans został ogłoszony 9 listopada 2007 w Warszawie, w trakcie uroczystości „Katyń Pamiętamy – Uczcijmy Pamięć Bohaterów”.